# Хатидзё (посёлок)
Хатидзё (яп. 八丈町 Хатидзё:-мати) — посёлок в Японии, находящийся в округе Хатидзё префектуры Токио. Площадь посёлка составляет 72,62 км², население — 7048 человек (1 октября 2020), плотность населения — 97,05 чел./км².

## Географическое положение
Посёлок расположен на острове Хатидзёдзима в префектуре Токио региона Канто. К юрисдикции посёлка также относится необитаемый остров Хатидзёкодзима.

## Население
Население посёлка составляет 7048 человек (1 октября 2020), а плотность — 97,05 чел./км². Изменение численности населения с 1980 по 2005 годы:
| 1980 | 10 244 чел. |  |
| 1985 | 10 024 чел. |  |
| 1990 | 9420 чел.   |  |
| 1995 | 9476 чел.   |  |
| 2000 | 9488 чел.   |  |
| 2005 | 8837 чел.   |  |

## Символика
Деревом посёлка считается Phoenix roebelenii, цветком — Strelitzia, птицей — Turdus celaenops.

## Транспорт
Воздушные перевозки из посёлка обслуживает аэропорт Хатидзёдзима.